# Fu'ad Ma'sum
Fūʾād Maʿṣūm (in arabo محمد فؤاد معصوم‎?, Muḥammad Fūʾād Maʿṣūm; in curdo فوئاد مەعسووم‎) (Koya, 1º gennaio 1938) è un politico iracheno di etnia curda. È stato il settimo presidente dell'Iraq.

## Attività politica
Veterano politico curdo, è stato eletto alla carica dopo le elezioni parlamentari in Iraq del 2014. Fūʾād Maʿṣūm è stato il secondo presidente non arabo dell'Iraq, dopo Jalal Talabani, anche lui di etnia curda.